# رضا نوروزی
رضا نوروزی (زادهٔ ۳۰ شهریور ۱۳۶۱) بازیکن پیشین و مربی فوتبال اهل ایران است.

## زندگی ورزشی
وی فوتبال را در سن ۲۴ سالگی از تیم فوتبال دانشگاه آزاد اسلامی آغاز کرد، سپس به استقلال دزفول پیوست. او تا کنون در تیم‌های برق شیراز، استیل‌آذین، فولاد، نفت تهران، پرسپولیس، سایپا تهران و پیکان تهران بازی کرده است. از توانایی‌های این مهاجم قدرت بالای دریبل زنی و پیش‌بری توپ می‌باشد. همچنین از توانایی‌های این بازیکن می‌توان به چرخش‌های سریع در محوطه جریمه حریف و ضربات سنگین و دقیق با هر دو پا اشاره کرد که دیگر او در رشته فوتبال فعالیت نمی‌کند.

## عملکرد باشگاهی
آخرین به روز رسانی ۲۹ شهریور ۱۳۹۱
| باشگاهی | باشگاهی    | باشگاهی       | لیگ   | لیگ | جام      | جام      | قاره | قاره | مجموع | مجموع |
| فصل     | باشگاه     | لیگ           | بازی  | گل  | بازی     | گل       | بازی | گل‌   | بازی  | گل‌    |
| ایران   | ایران      | ایران         | لیگ   | لیگ | جام حذفی | جام حذفی | آسیا | آسیا | مجموع | مجموع |
| ------- | ---------- | ------------- | ----- | --- | -------- | -------- | ---- | ---- | ----- | ----- |
| ۸۶–۸۷   | برق شیراز  | جام خلیج فارس | ۱۰    | ۲   | ۰        | ۰        | ۰    | ۰    | ۰     | ۰     |
| ۸۷–۸۸   | استیل آذین | جام آزادگان   | ۲۱    | ۸   | ۰        | ۰        | ۰    | ۰    | ۰     | ۰     |
| ۸۸–۸۹   | استیل آذین | جام خلیج فارس | ۲۷    | ۶   | ۰        | ۰        | ۰    | ۰    | ۰     | ۰     |
| ۹۰–۸۹   | فولاد      | جام خلیج فارس | ۲۹    | ۲۴  | ۳        | ۱        | ۰    | ۰    | ۳۲    | ۲۵    |
| ۹۱–۹۰   | فولاد      | جام خلیج فارس | ۲۸    | ۱۰  | ۲        | ۱        | ۰    | ۰    | ۳۰    | ۱۱    |
| ۹۲–۹۱   | نفت        | جام خلیج فارس | ۱۱    | ۲   | ۰        | ۰        | -    | -    | ۱۱    | ۲     |
| ۹۳–۹۲   | نفت        | جام خلیج فارس | ۸     | ۵   | ۰        | ۰        | ۰    | ۰    | ۸     | ۵     |
| ۹۳–۹۴   | پرسپولیس   | جام خلیج فارس | ۴     | ۱   | ۰        | ۰        | ۰    | ۰    | ۴     | ۱     |
| کل دوره | کل دوره    | کل دوره       | \|۱۳۸ | ۵۸  | ۵        | ۲        | ۰    | ۰    | ۱۴۳   | ۶۰    |

- پاس گل

| فصل   | باشگاه     | پاس گل |
| ----- | ---------- | ------ |
| ۸۸–۸۹ | استیل آذین | ۲      |
| ۹۰–۸۹ | فولاد      | ۲      |
| ۹۱–۹۰ | فولاد      | ۳      |
| ۹۲–۹۱ | نفت تهران  | ۰      |
| ۹۳–۹۲ | نفت تهران  | ۰      |

## عملکرد ملی
نوروزی اولین بار توسط افشین قطبی برای بازی مقابل نیجریه به تیم ملی دعوت شد، او در جام ملت‌های آسیا ۲۰۱۱ اولین بازی ملی خود را مقابل امارات انجام داد.او هیچ‌گاه ۹۰ دقیقه تمام برای تیم ملی بازی نکرد.

## رکوردها

### آقای گلی
این بازیکن با به ثمر رساندن ۲۴ گل آقای گل لیگ برتر فصل ۹۰–۱۳۸۹ فوتبال ایران شد. این بازیکن با تکنیک بالا، سخت کوشی و مهارت گلزنی خود موفق شد ۷ گل در دو بازی پایانی لیگ (۵گل+۲گل) به ثمر برساند و گوی سبقت را از لوسیانو ادینهو یازیکن تیم مس کرمان گرفته و آقای گل لیگ برتر دهم شود.
بدین ترتیب رضا نوروزی با شکستن رکورد غلامرضا عنایتی رکورددار گلزنی در یک فصل لیگ برتر شد.
این در حالی بود که رضا به دلیل مصدومیت‌هایش تنها در ۲۹ بازی (۱۵ بازی کامل) حضور داشت و با به ثمر رساندن ۲۴ گل در ۲۳۷۳ دقیقه بازی، رکوردی منحصربه‌فرد بر جای گذاشت.

### رکوردشکنی در فولاد
نگاهی به جدول گلزنان تیم فولاد در یازده دوره مسابقات لیگ برتر نشان می‌دهد که نوروزی با ۳۶ گل زده دومین گلزن فولاد در تاریخ این پیکارها است.
وی این تعداد گل را در دو فصل به ثمر رسانده است.
سابق بر این ایمان مبعلی با ۲۳ گل و بهنام سراج با ۱۷ گل زده دارنده این عنوان بوده‌اند.

### رکورد جهانی
به گزارش فدراسیون بین‌المللی تاریخ و آمار فوتبال (IFFHS) رضا نوروزی مهاجم تیم فولاد خوزستان، با به ثمر رساندن ۲۴ گل بهترین گلزن آسیا و دهمین گلزن برتر جهان در فصل ۱۱-۲۰۱۰ بوده است. بر پایه‌گذارش سایت تاریخ و آمار، کریستیانو رونالدو(۴۰)، لیونل مسی(۳۱) و ماریو گومز(۲۸) در صدر این فهرست قرار دارند و همچنین ساموئل اتوئو(۲۱)، سرخیو آگوئرو(۲۰) و آلوارو نگردو(۲۰) در رده یازدهم تا سیزدهم پس از رضا نوروزی قرار گرفتند.